# Cmentarz wojenny nr 230 – Dęborzyn
Cmentarz wojenny nr 230 w Dęborzynie – cmentarz wojenny z I wojny światowej.
Zaprojektowany przez Gustava Rossmanna. Spoczywa tu 38 żołnierzy austro-węgierskich i 32 rosyjskich. Położony jest na stromej skarpie. Krzyże nagrobne wykonano z drewna, podobnie ogrodzenie. Betonowy krzyż z tablicą o treści (tłum.): „Śmierć worała nas w ziemię. Teraz wy żniwujcie.”